# Scheibbsbach
Scheibbsbach ist eine Katastralgemeinde der Gemeinde Scheibbs im Bezirk Scheibbs in Niederösterreich.

## Geschichte
Laut Adressbuch von Österreich waren im Jahr 1938 in der Ortsgemeinde Scheibbsbach ein Binder, ein Gemischtwarenhändler, zwei Schneiderinnen, ein Wagner und mehrere Landwirte ansässig.

## Siedlungsentwicklung
Zum Jahreswechsel 1979/1980 befanden sich in der Katastralgemeinde Scheibbsbach insgesamt 137 Bauflächen mit 45.478 m² und 66 Gärten auf 91.447 m², 1989/1990 gab es 218 Bauflächen. 1999/2000 war die Zahl der Bauflächen auf 571 angewachsen und 2009/2010 bestanden 368 Gebäude auf 703 Bauflächen.

## Bodennutzung
Die Katastralgemeinde ist landwirtschaftlich geprägt. 608 Hektar wurden zum Jahreswechsel 1979/1980 landwirtschaftlich genutzt und 185 Hektar waren forstwirtschaftlich geführte Waldflächen. 1999/2000 wurde auf 617 Hektar Landwirtschaft betrieben und 190 Hektar waren als forstwirtschaftlich genutzte Flächen ausgewiesen. Ende 2018 waren 596 Hektar als landwirtschaftliche Flächen genutzt und Forstwirtschaft wurde auf 185 Hektar betrieben. Die durchschnittliche Bodenklimazahl von Scheibbsbach beträgt 26,1 (Stand 2010).